# Chailly-sur-Armançon
Chailly-sur-Armançon è un comune francese di 277 abitanti situato nel dipartimento della Côte-d'Or nella regione della Borgogna-Franca Contea.

## Società

### Evoluzione demografica
Abitanti censiti